# Serge Michel (homme d'affaires)
Pour les articles homonymes, voir Serge Michel et Michel.
Serge Michel, né dans le 15e arrondissement de Paris le 2 décembre 1926 et mort le 15 mars 2019 à Rueil-Malmaison, est un chef d'entreprises français. 
Il est le président de Soficot et de la société Gastronomie de l'Étoile, également administrateur de Vinci jusqu'en 2006, Veolia Environnement, d'Eiffage, du Carré des Champs-Élysées (Restaurant Ledoyen), d'Orsay Finance 1, ancien PDG de la SGE (devenue VINCI). 
Il est secondé par Alain Franchi, lui-même président ou administrateur du Carré des Champs-Élysées (restaurant Ledoyen), Clemessy SA et Crystal SA jusqu'en 2010, filiales d'Eiffage (ex groupe Veolia via Dalkia), Game Travaux, Groupe Epicure, LCC, Infonet Services, de plusieurs S.C.I. et de Soficot.

## Biographie
Serge Michel est né le 2 décembre 1926. Serge Michel est administrateur de l'entreprise Veolia Environnement, qui a été créée en 1995.

## Liens
- Le Point, « L'homme qui murmure à l'oreille des patrons »
- VINCI : Serge Michel (Président de 1984 à 1988)